# Anilocra myripristis
Anilocra myripristis är en kräftdjursart som beskrevs av Williams 1981. Anilocra myripristis ingår i släktet Anilocra och familjen Cymothoidae. Inga underarter finns listade i Catalogue of Life.